# Bělá (tvrz, okres Opava)
Tvrz Bělá stávala ve východní části obce Bělá u současné cyklostezky Bělá-Závada v okrese Opava v Moravskoslezském kraji.

## Historie
Tvrzi předcházel dvůr, který byl vystavěn jako sídlo pánů z Bělé. Po roce 1426 začal Jan z Bělé s výstavbou tvrze, takže když Jaroslav z Bělé prodal obec jemu a jeho bratrovi Ješkovi, stála v obci už dvě panská sídla. Místo tvrze se podařilo lokalizovat Václavu Štěpánovi, Ph.D., který ji v roce 2005 ve své knize Bělá očima staletí. Dějiny hlučínské obce umístil do blízkosti silnice na Závadu. Chránily ji vodní příkopy, které spolu s dvojicí rybníků, vzniklých k posílení obrany tvrze, napájel místní potok. Tvrz údajně měla být tak výstavní, že bývala označovaná také jako zámek. V roce 1618 Falkenhonové z Glošku Bělou připojili k Sudicím. Za zánik tvrze může třicetiletá válka; mezi lety 1630-1648 došlo k vypálení dvora a zboření tvrze.